# Michael Müller (homme politique, 1964)
Pour les articles homonymes, voir Michael Müller et Müller.
Michael Müller, né le 9 décembre 1964 à Berlin-Ouest, est un homme politique allemand membre du Parti social-démocrate d'Allemagne (SPD).
Après une carrière d'imprimeur, il se lance en politique en 1989 en se faisant élire à l'assemblée du district de Tempelhof, à Berlin-Ouest. En 1996, il fait son entrée à la Chambre des députés de Berlin.
Il devient président du groupe parlementaire SPD en 2001, puis de la fédération berlinoise du parti l'année suivante. Il intègre le gouvernement régional en 2011, en tant que sénateur au Développement urbain, avec le titre de bourgmestre. Il perd la présidence du parti un an après.
En 2014, il est choisi pour prendre la succession de Klaus Wowereit et maintient la grande coalition avec la CDU. Après les élections de 2016, il s'appuie sur une alliance de la gauche pour s'assurer un second mandat.

## Biographie

### Une vie professionnelle d'imprimeur
Né dans le district de Tempelhof, il adhère au SPD en 1981 et passe son Mittlere Reife en 1982. Il intègre un an plus tard une école technique, où il apprend les sciences économiques et l'administration.
En 1986, il entreprend une formation commerciale et devient ensuite imprimeur individuel. Avec son père, ils créent et gèrent une boutique d'imprimerie à Berlin-Tempelhof.

### Un jeune élu local
Il se fait élire en 1989 membre de l'assemblée des représentants du district de Tempelhof. Il y est même président du groupe SPD et la quitte en 1996, lorsqu'il est élu à la Chambre des députés de Berlin. Entre 2000 et 2004, il préside la section du parti dans l'arrondissement de Tempelhof-Schöneberg.

### Un cadre du SPD berlinois
Au mois de juin 2001, il est choisi à 36 ans pour prendre la présidence du groupe parlementaire social-démocrate au Parlement berlinois. Il succède ainsi à Klaus Wowereit, investi bourgmestre-gouverneur le 16 de ce mois. Environ trois ans plus tard, en avril 2004, il prend la présidence du SPD de Berlin, en remplacement de Peter Strieder, démissionnaire.

### Sénateur de Klaus Wowereit
Il quitte ses fonctions au groupe parlementaire le 1er décembre 2011, après avoir été nommé bourgmestre et sénateur pour le Développement urbain et l'Environnement dans le gouvernement de grande coalition formé par Wowereit. Le 9 juin 2012, il échoue à conserver la présidence régionale du parti, recueillant 101 voix des délégués au congrès, contre 123 pour Jan Stöß, représentant de l'aile gauche.

### Bourgmestre-gouverneur de Berlin

#### Gagnant de la primaire
Il déclare le 29 août 2014 se porter candidat à la succession de Wowereit, qui a annoncé trois jours plus tôt qu'il comptait remettre sa démission le 11 décembre. Lors du vote des adhérents, organisé le 18 octobre, il se trouve confronté à Stöß et Raed Saleh, président du groupe parlementaire ; il l'emporte sans difficulté aucune, avec 59,1 % des voix, la participation s'élevant à 64 % des inscrits. Il est officiellement désigné candidat à la direction du gouvernement régional le 8 novembre suivant, à l'unanimité des 230 délégués au congrès du parti.

#### Successeur de Wowereit
Lors du vote d'investiture à la Chambre des députés de Berlin le 11 décembre, Michael Müller reçoit 87 votes favorables et 58 contre. Il prête serment dans la foulée, mettant fin à plus de treize ans de mandat de Klaus Wowereit. Le 30 avril 2016, il est investi chef de file aux élections locales de septembre suivant avec 99,2 % des suffrages exprimés et réélu président du SPD de Berlin avec 81,7 % des voix. C'est alors la première fois depuis le mandat de Walter Momper, entre 1989 et 1991, que le bourgmestre-gouverneur préside également la fédération du Parti social-démocrate.

#### Élections de 2017
Il postule à un second mandat aux élections législatives locales du 18 septembre 2016. Au soir du scrutin, le Parti social-démocrate accuse un recul de presque sept points et neuf députés mais reste le premier parti de la ville avec 21,6 % des suffrages exprimés et 38 parlementaires. Il décide alors de changer de partenaire de coalition et négocie la formation d'une « coalition rouge-rouge-verte » avec Die Linke et l'Alliance 90 / Les Verts (Grünen). Il est investi pour un second mandat le 8 décembre suivant par 88 voix sur 158.
Le 1er novembre 2017, il prend pour un an la présidence tournante du Conseil fédéral.

### Vie privée
Il est marié, père de deux enfants et membre de l'Église protestante Berlin-Brandebourg-Haute Lusace silésienne.